# 比格布施巴赫河
51°2′26.4″N 7°1′19.63″E / 51.040667°N 7.0221194°E
比格布施巴赫河（德語：Bürgerbuschbach），是德國的河流，位於該國西部，流經北萊茵-威斯特法倫州，屬於丁恩河的右支流，河道全長3.9公里，流域面積2.8平方公里。